# 毕家明墓
毕家明墓，位于中华人民共和国浙江省金华市兰溪市兰江街道，是浙江省省级文物保护单位之一。
2017年1月13日，毕家明墓被列入第七批浙江省文物保护单位，该文物保护单位是一座古墓葬。